# Rivalidade entre Espanha e Portugal no futebol
A rivalidade entre Espanha e Portugal no futebol, popularmente conhecida como Dérbi Ibérico, é uma das mais antigas rivalidades de futebol, envolvendo as seleções nacionais da Espanha e de Portugal. Disputada desde 1921, o confronto mais importante entre os dois times foi a final da Liga das Nações da UEFA de 2024–25.

## Contexto histórico
A rivalidade entre os dois países remonta a 1580, quando o rei Henrique de Portugal morreu sem herdeiro, desencadeando assim uma crise de sucessão, onde os principais requerentes ao trono eram Filipe II da Espanha e António, Prior do Crato. Filipe II da Espanha foi feito rei, e uniu tanto a Coroa de Portugal quanto a Coroa Espanhola para formar a União Ibérica, que durou apenas 60 anos, até 1640, quando a Guerra de Restauração Portuguesa foi iniciada contra a Espanha, e Portugal recuperou sua independência sob a dinastia Bragança.
No século XVIII, as guerras eram muitas vezes entre os principais reinos, e Portugal e a Espanha se encontravam regularmente em lados opostos. Os portugueses, cortesia de sua aliança de longa data, se alinharam com a Grã-Bretanha, enquanto os espanhóis, através do Pacto de Família, se aliaram à França. Em 1762, durante a Guerra dos Sete Anos, a Espanha lançou uma invasão mal sucedida de Portugal.
Em 1777, houve um conflito entre os dois estados sobre as fronteiras de suas possessões na América do Sul.
Durante a Era Napoleônica, em 1807, o rei da Espanha e seus aliados franceses invadiram Portugal, usando uma rota através do território espanhol. No entanto, os franceses decidiram assumir ambos os países, derrubando o rei da Espanha e forçando a família real portuguesa a escapar para a colônia portuguesa do Brasil.
Após a queda de Napoleão, ambos os países chegaram perto da guerra várias vezes durante o início do século XIX. Ambos perderam suas colônias americanas logo após o fim da Guerra Peninsular, o que enfraqueceu severamente seu poder global.

## Estatísticas
Última atualização em 8 de junho de 2025
Fonte: 
| Competição              | Partidas | Vitórias da Espanha | Empates | Vitórias de Portugal | Golos da Espanha | Golos de Portugal |
| ----------------------- | -------- | ------------------- | ------- | -------------------- | ---------------- | ----------------- |
| Copa do Mundo da FIFA   | 6        | 4                   | 2       | 0                    | 22               | 7                 |
| Eurocopa                | 3        | 0                   | 2       | 1                    | 1                | 2                 |
| Liga das Nações da UEFA | 3        | 1                   | 2       | 0                    | 4                | 3                 |
| Partidas amistosas      | 29       | 12                  | 12      | 5                    | 52               | 35                |
| Total                   | 41       | 17                  | 18      | 6                    | 79               | 47                |

### Comparativo de títulos
| Competição              | Espanha | Portugal |
| ----------------------- | ------- | -------- |
| Copa do Mundo da FIFA   | 1       | 0        |
| Eurocopa                | 4       | 1        |
| Liga das Nações da UEFA | 1       | 2        |
| Total de títulos        | 6       | 3        |

## Lista de partidas
| 18 de dezembro de 1921 | Espanha                       | 3 – 1 | Portugal                   | Estádio Manzanares, Madrid              |
|                        | Meana 6' · Alcántara 10', 66' |       | Alberto Augusto 75' (pen.) | Público: 14 000 Árbitro: BEL M. Barette |

| 17 de dezembro de 1922 | Portugal            | 1 – 2 | Espanha                   | Estádio do Lumiar, Lisboa                  |
|                        | Jaime Gonçalves 37' |       | Piera 61' · Monjardín 82' | Público: 25 000 Árbitro: FRA Thomas Balvay |

| 16 de dezembro de 1923 | Espanha              | 3 – 0 | Portugal | Campo de la Reina Victoria, Sevilla    |
|                        | Zabala 14', 57', 70' |       |          | Público: 10 000 Árbitro: BEL Paul Putz |

| 15 de maio de 1925 | Portugal | 0 – 2 | Espanha                | Estádio do Lumiar, Lisboa                   |
|                    |          |       | Carmelo 8' · Piera 17' | Público: 17 000 Árbitro: FRA Georges Vallat |

| 8 de janeiro de 1928 | Portugal                                      | 2 – 2 | Espanha                         | Estádio do Lumiar, Lisboa                      |
|                      | José Manuel Martins 50' · João dos Santos 80' |       | Zaldúa 30' (pen.) · Goiburu 58' | Público: 30 000 Árbitro: ENG Albert Prince-Cox |

| 17 de março de 1929 | Espanha                             | 5 – 0 | Portugal | Benito Villamarín, Sevilla                 |
|                     | Rubio 2', 9', 20' · Padrón 30', 45' |       |          | Público: 14 000 Árbitro: BEL John Langenus |

| Data                    | Cidade                       | Jogo               | Resultado    | Competição                                      |
| 30 de novembro de 1930  | Porto Portugal               | Portugal - Espanha | 0-1          | jogo amigável                                   |
| 2 de abril de 1933      | Vigo Espanha                 | Espanha - Portugal | 3-0          | jogo amigável                                   |
| 5 de maio de 1935       | Lisboa Portugal              | Portugal - Espanha | 3-3          | jogo amigável                                   |
| 28 de novembro de 1937  | Vigo Espanha                 | Espanha- Portugal  | 1-2          | jogo amigável                                   |
| 30 de janeiro de 1938   | Lisboa Portugal              | Portugal - Espanha | 1-0          | jogo amigável                                   |
| 12 de janeiro de 1941   | Lisboa Portugal              | Portugal - Espanha | 2-2          | jogo amigável                                   |
| 16 de março de 1941     | Bilbau Espanha               | Espanha - Portugal | 4-1          | jogo amigável                                   |
| 11 de março de 1945     | Lisboa Portugal              | Portugal - Espanha | 2-2          | jogo amigável                                   |
| 6 de maio de 1945       | A Coruña Espanha             | Espanha - Portugal | 4-2          | jogo amigável                                   |
| 26 de janeiro de 1947   | Lisboa Portugal              | Portugal - Espanha | 4-1          | jogo amigável                                   |
| 20 de março de 1949     | Lisboa Portugal              | Portugal - Espanha | 1-1          | jogo amigável                                   |
| 2 de abril de 1950      | Madrid Espanha               | Espanha - Portugal | 5-1          | Eliminatórias para a Copa do Mundo FIFA de 1950 |
| 9 de abril de 1950      | Lisboa Portugal              | Portugal - Espanha | 2-2          | Eliminatórias para a Copa do Mundo FIFA de 1950 |
| 3 de junho de 1956      | Lisboa Portugal              | Portugal - Espanha | 3-1          | jogo amigável                                   |
| 13 de abril de 1958     | Madrid Espanha               | Espanha - Portugal | 1-0          | jogo amigável                                   |
| 15 de novembro de 1964  | Porto Portugal               | Portugal - Espanha | 2-1          | jogo amigável                                   |
| 26 de setembro de 1979  | Vigo Espanha                 | Espanha- Portugal  | 1-1          | jogo amigável                                   |
| 20 de junho de 1981     | Porto Portugal               | Portugal - Espanha | 2-0          | jogo amigável                                   |
| 17 de junho de 1984     | Marselha França              | Portugal - Espanha | 1-1          | Euro 1984                                       |
| 16 de janeiro de 1991   | Castelló de la Plana Espanha | Espanha- Portugal  | 1-1          | jogo amigável                                   |
| 15 de janeiro de 1992   | Torres Novas Portugal        | Portugal - Espanha | 0-0          | jogo amigável                                   |
| 19 de janeiro de 1994   | Vigo Espanha                 | Espanha - Portugal | 2-2          | jogo amigável                                   |
| 13 de fevereiro de 2002 | Barcelona Espanha            | Espanha- Portugal  | 1-1          | jogo amigável                                   |
| 6 de setembro de 2003   | Guimarães Portugal           | Portugal - Espanha | 0-3          | jogo amigável                                   |
| 20 de junho de 2004     | Lisboa Portugal              | Portugal - Espanha | 1-0          | Euro 2004                                       |
| 29 de junho de 2010     | Cidade do Cabo África do Sul | Portugal - Espanha | 0-1          | Mundial 2010                                    |
| 17 de novembro de 2010  | Lisboa Portugal              | Portugal - Espanha | 4-0          | jogo amigável                                   |
| 27 de junho de 2012     | Donetsk Ucrânia              | Portugal - Espanha | 0-0, 2-4 g.p | Euro 2012                                       |
| 16 de junho de 2018     | Sóchi Rússia                 | Portugal - Espanha | 3-3          | Mundial 2018                                    |
| 5 de junho de 2020      | Madrid Espanha               | Espanha - Portugal | 0-0          | jogo amigável                                   |
| 22 de junho de 2022     | Sevilha Espanha              | Espanha - Portugal | 1-1          | Liga das Nações 2023                            |
| 27 de setembro de 2022  | Braga Portugal               | Portugal - Espanha | 0-1          | Liga das Nações 2023                            |